# 22-й батальон территориальной обороны Харьковской области
22-й батальон территориальной обороны Харьковской области (укр. 22-й батальйон територіальної оборони) — отдельный батальон, созданный в Харьковской области при содействии областной администрации Харьковской области и в дальнейшем включённый в состав 92-й отдельной механизированной бригады Сухопутных войск Украины.

## Предшествующие события
19 марта 2014 года Совет национальной безопасности и обороны Украины принял решение о создании оперативных штабов при областных государственных администрациях пограничных областей Украины. В марте 2014 года на Левобережной Украине было создано семь батальонов территориальной обороны, а 30 марта 2014 года и. о. президента Украины А. В. Турчинов поручил руководителям областных администраций начать создание батальонов территориальной обороны в каждой области Украины.

## Формирование батальона
25 апреля 2014 года началось создание спецподразделения территориальной обороны в Харьковской области.
26 апреля 2014 года областной военкомат сообщил, что к службе в батальоне будут привлечены мужчины в возрасте от 18 до 40 лет, имеющие необходимую военно-учётную специальность, 29 апреля 2014 формирование батальона было завершено.
29 апреля 2014 на пресс-конференции и. о. военного комиссара Харьковской области полковник Александр Беда сообщил, что в состав подразделения входят стрелки, гранатомётчики, связисты, водители, повара и ремонтники. Он также сообщил, что батальон предназначен для «усиления охраны важных государственных и военных объектов, помощи пограничникам и охраны объектов, которые обеспечивают жизнедеятельность области»
30 апреля 2014 года было принято официальное решение возложить функции создания батальонов территориальной обороны в каждой области Украины на областные военные комиссариаты.
Военная подготовка военнослужащих батальона проходила в танковом училище и продолжалась 10 дней.
В составе батальона была создана автомобильно-санитарная рота, в распоряжение которой передали несколько грузовиков советского производства.
14 мая 2014 года укомплектованный по штату батальон (423 военнослужащих) был отправлен в Луганскую область.
При этом, военнослужащие батальона не получили каски и бронежилеты, «поскольку они не предусмотрены в штатном расписании», что вызвало возмущение родственников призывников.
Кроме того, резервисты сообщили, что перед отправкой в зону боевых действий командование приказало им снять с униформы знаки отличия, в том числе погоны. Председатель областной администрации Харьковской области И. М. Балута заявил, что «это, возможно, сделано для обеспечения безопасности военнослужащих».
16 мая 2014 пресс-служба министерства обороны объявила, что военнослужащие батальона «не привлекаются для выполнения задач антитеррористической операции».
12 сентября 2014 в Харьковской области началась военная подготовка призывников из третьей волны мобилизации, направленных из различных регионов в сводное подразделение 22-го батальона территориальной обороны. Обучение призывников проводилось на базе Харьковского областного военкомата и общевойскового полигона 92-й механизированной бригады, а также в Харьковском университете воздушных сил им. И. Н. Кожедуба. После завершения подготовки их отправили на пополнение батальона, который продолжал находиться в зоне «антитеррористической операции».
5 ноября 2014 заместитель председателя — руководитель аппарата Харьковской облгосадминистрации Василий Хома сообщил, что батальон будет выведен из зоны боевых действий в Харьковскую область на отдых и переформирование, после чего будет включён в состав 92-й отдельной механизированной бригады.
19 ноября 2014 командир батальона С. Горбенко сообщил, что в составе батальона будет создан инженерный взвод.
По состоянию на 6 декабря 2014, в батальоне служили мужчины в возрасте от 23 до 51 года, несколько военнослужащих ранее служили в составе украинского контингента UNIFIL в южном Ливане.
В соответствии с указом президента Украины П. А. Порошенко № 44 от 11 февраля 2016 года оказание шефской помощи батальону было поручено Харьковской городской государственной администрации.

## Деятельность
14 мая по приказу Генштаба батальон отправился на блокпосты под Сватово Луганской области.
5 июня 2014 батальон отправился в г. Изюм Харьковской области для усиления охраны блокпостов на границе с Донецкой и Луганской областями.
5 июля на одном из блокпостов в Луганской области, между Северодонецком и Новоайдаром были захвачены в плен 5 бойцов батальона: Антон Антич, Максим Дорошенко, Сергей Онацкий, Александр Попов, Станислав Новохацкий.
16 августа 2014 бойцы были освобождены в результате обмена на пленных бойцов противника..
6 сентября 2014 один из блокпостов батальона в Луганской области был обстрелян из РСЗО, погиб военнослужащий батальона
7 сентября 2014 погиб ещё один военнослужащий батальона — в результате неосторожного обращения с оружием или самоубийства.
30 сентября 2014 в городе Северодонецке четверо военнослужащих батальона в нетрезвом состоянии устроили конфликт в ресторан «Два кума» со стрельбой по посетителям и прибывшим на вызов сотрудникам милиции, после чего скрылись на угнанном автомобиле. Вслед за этим председатель Луганской ОГА Г. Г. Москаль обратился к министру обороны с просьбой вывести из зоны АТО и расформировать батальон.
17 ноября 2014 батальон был выведен из зоны боевых действий и 19 ноября 2014 прибыл в Харьков. Как сообщил командир батальона, потери батальона за весь период деятельности в зоне АТО составили 2 военнослужащих погибшими, 15 ранеными и 2 травмированными.
В период до 8 апреля 2015 года, когда батальон был вновь выведен из зоны боевых действий в районе Донецка и прибыл в Харьков, батальон потерял трёх военнослужащих погибшими.
21 мая 2015 в районе Донецка в результате взрыва минно-взрывного устройства погиб ещё один военнослужащий батальона (заместитель командира взвода С. Б. Клюев).
16 сентября 2015 в районе села Крымское (Новоайдарский район Луганской области) взрывом минно-взрывного устройства был ранен ещё один военнослужащий батальона
24 сентября 2015 во время инженерного обустройства позиций у наблюдательного поста недалеко от с. Орехово Попаснянского района в результате подрыва противопехотной мины были ранены четыре военнослужащих батальона

## Техника, вооружение и снаряжение
Личный состав батальона вооружён автоматами Калашникова (АК-74 и АКС-74У).
В период с 14 мая до 14 июня 2014 года батальон получил партию снаряжения общей стоимостью около 400 тыс. гривен (свыше 70 бронежилетов, 100 спальных мешков, 100 ковриков, 10 биноклей и несколько современных раций).
10 сентября 2014 батальон получил одну зенитную установку ЗПУ-1 1952 года выпуска и один пулемёт.
27 октября 2014 на Харьковский танковый завод им. В. А. Малышева прибыли три танка Т-64, которые были переданы в батальон в ноябре 2014 года вместе с четырьмя БРДМ-2. В дальнейшем, было установлено, что полученная от министерства обороны бронетехника ранее находилась на хранении и требует восстановления и ремонта (до 27 мая 2015 года для батальона были отремонтированы три танка и три БРДМ-2).
По состоянию на 19 ноября 2014 в батальоне осталось три грузовика, остальные машины были сломаны или разбиты.
В конце января 2015 Харьковский национальный медицинский университет передал батальону автомашину УАЗ-452